# Vobbia (Fluss)
Der Vobbia (im Ligurischen: Vöbbia) ist ein Fluss in der italienischen Region Ligurien. Er entspringt in der Metropolitanstadt Genua aus dem Zusammenfluss der Bäche Vallenzona und Fabio. Der Vobbia verläuft in nordwestlicher Richtung und mündet bei Isola del Cantone in den Scrivia.
An dem Ufer des Vobbia befindet sich das Castello della Pietra, eine mittelalterliche Felsenburg. Im weiteren Verlauf, am Zufluss des Rio Busti, liegt die Brücke von Zan und schließlich bei Isola del Cantone die Wallfahrtskirche von Tuscia.